# Chloë Agnew
Chloë Alexandra Adele Emily Agnew (Dublino, 9 giugno 1989) è una cantante irlandese.

## Biografia
Figlia della conduttrice televisiva Adele "Twink" King e dell'oboista David Agnew, ha intrapreso la carriera musicale a circa quattro anni. Nel 1998 ha fatto la sua apparizione come cantante in un concorso a Il Cairo, mentre l'anno seguente ha preso parte alla produzione teatrale The Young Messiah.
Nel 2002 ha pubblicato il suo primo album Chloë, seguito da Chloë: Walking in the Air nel 2004.
Dal 2004 al 2013 ha fatto parte del gruppo di musica celtica femminile Celtic Woman, prendendo parte alla registrazione di dieci album.

## Discografia

### Solista
- 2002 - Chloë (riedito nel 2008)
- 2004 - Walking in the Air
- 2013 - Love Is Christmas

### Celtic Woman
- 2005 - Celtic Woman
- 2006 - Celtic Woman: A Christmas Celebration
- 2007 - Celtic Woman: A New Journey
- 2008 - Celtic Woman: The Greatest Journey
- 2010 - Celtic Woman: Songs from the Heart
- 2011 - Celtic Woman: Lullaby
- 2011 - Celtic Woman: Believe
- 2012 - Celtic Woman: Home for Christmas
- 2012 - Celtic Woman: Silent Night
- 2014 - Celtic Woman: Emerald - Musical Gems